# Austrothemis nigrescens
Austrothemis nigrescens – gatunek ważki z rodziny ważkowatych (Libellulidae); jedyny przedstawiciel rodzaju Austrothemis. Występuje w Australii i na Tasmanii.